# Wopke de Vegt
Wopke de Vegt (1957) is een Nederlandse voormalige schaatscoach. Vanaf 1988 is De Vegt actief in de schaatswereld. In 2006 werd hij aangesteld als bondscoach van de KNSB, als opvolger van Ab Krook. Als bondscoach bepaalde hij onder meer welke schaatsenrijders deelnemen aan het schaatsonderdeel ploegenachtervolging. Met ingang van seizoen 2010/2011 kwam oud-langebaanschaatsster Renate Groenewold hem assisteren. Op 6 maart 2011 werd bekend dat De Vegt stopt als bondscoach en wordt teammanager van de nationale selectie en disciplinemanager van het langebaanschaatsen. Op 1 juni 2012 verruilt hij de schaatssport voor de functie technisch directeur van de Nederlandse Ski Vereniging.
De Vegt is sinds 1988 actief in de schaatssport. Bij de Sanex-ploeg (thans TVM) was hij tussen 1995 en 1998 de coach van Rintje Ritsma. In 2001 zou De Vegt de nieuwe coach worden van Marianne Timmer. Deze nieuwe ploeg, Team Timmer, kwam echter door het uitblijven van een sponsor niet van de grond.